# Hyposmocoma trifasciata
Hyposmocoma trifasciata là một loài bướm đêm thuộc họ Cosmopterigidae. Nó là loài đặc hữu của Hawaii. Loài địa phương ở Laupahoehoe.
Ấu trùng có thể ăn lichens.